# تگ اشتران
تگ اشتران یک روستا در ایران است که در دهستان باقران شهرستان بیرجند واقع شده‌است. تگ اشتران ۲۳ نفر جمعیت دارد.